# Thysanotus pyramidalis
Thysanotus pyramidalis är en sparrisväxtart som beskrevs av Norman Henry Brittan. Thysanotus pyramidalis ingår i släktet Thysanotus och familjen sparrisväxter. Inga underarter finns listade i Catalogue of Life.